# Містківська сільська рада (Сватівський район)
| Містківська сільська рада — колишній орган місцевого самоврядування у Сватівському районі Луганської області з адміністративним центром у с. Містки. Історична дата утворення: в 1926 році. Водоймища на території, підпорядкованій даній раді: річка Борова. Сільській раді підпорядковані населені пункти: - с. Містки - с. Барикине - с. Іванівка - с. Чепигівка |

## Склад ради
Рада складається з 16 депутатів та голови.

### Керівний склад ради
| ПІБ                              | Основні відомості                                                             | Дата обрання | Дата звільнення |
| -------------------------------- | ----------------------------------------------------------------------------- | ------------ | --------------- |
| Красовський Сергій Володимирович | Сільський голова, 1973 року народження, освіта, безпартійний                  | 26.03.2006   | 31.10.2010      |
| Красовський Сергій Володимирович | Сільський голова, 1973 року народження, освіта середня загальна, безпартійний | 31.10.2010   |                 |

Примітка: таблиця складена за даними джерела